# Ormidia
Ormidia (oder auch als Ormideia transkribiert, griechisch Ορμήδεια) ist ein Ort im Bezirk Larnaka in Zypern. Bei der letzten amtlichen Volkszählung im Jahr 2021 hatte der Ort 4212 Einwohner.

## Lage

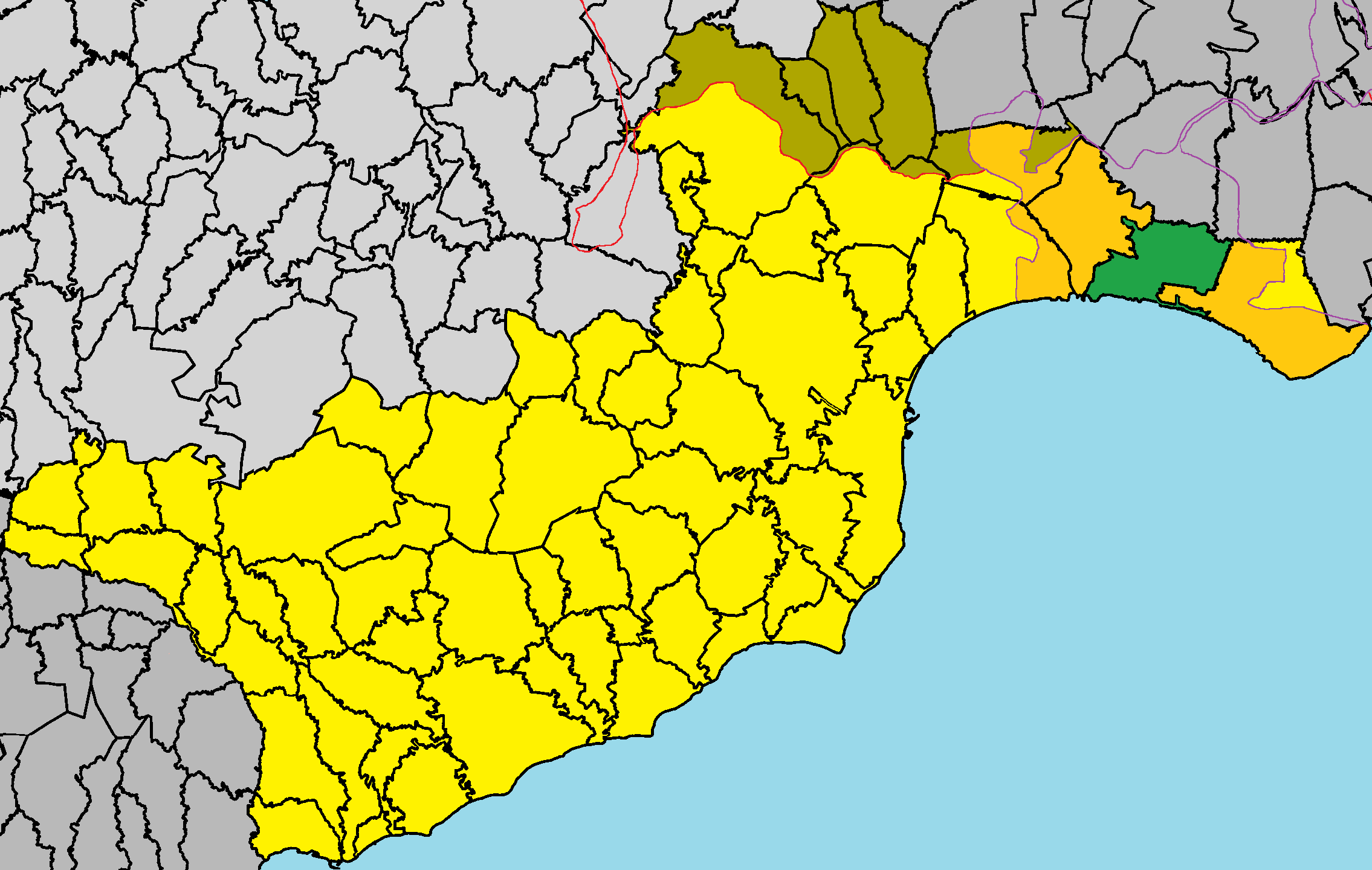
Lage der Gemeinde im Bezirk Larnaka

Ormidia liegt im Südosten der Insel Zypern auf 20 Metern Höhe, etwa 42 km südöstlich der Hauptstadt Nikosia, 14 km nordöstlich von Larnaka und 20 km westlich von Agia Napa.
Der Ort befindet sich etwa 1 km vom Mittelmeer entfernt im Küstenhinterland. Ormideia bildet eine zyprische Exklave im britischen Militärgebiet Dekelia, von dem es komplett umgeben ist. Es wird nur das Gebiet des eigentlichen Ortes zu Zypern gezählt, obwohl das Gemeindegebiet auch Teile des Militärgebiets umfasst. Der Ort liegt an der Autobahn 3 und an der B3, die beide von Larnaka kommen.
Orte in der Umgebung sind Dasaki Achnas im Norden, Avgorou im Nordosten, Xylofagou im Osten sowie Xylotymbou als weitere Exklave im Militärgebiet im Westen.
In einer Publikation von 1887 wurde Ormidia als „perfect little oasis of orange and lemon gardens“ beschrieben, auch erfuhr die Kirche eine ausführliche Beschreibung.